# Tommy Young
Thomas Machlay (nacido el 9 de julio de 1947), conocido como Tommy Young , es un árbitro de lucha libre profesional y luchador profesional retirado conocido por su tiempo en la National Wrestling Alliance y Jim Crockett Promotions / World Championship Wrestling.

## Carrera profesional
Tommy Young comenzó como luchador en 1971 para Ed Farhat en Míchigan y luego como árbitro en la Federación Nacional de Lucha Libre de Pedro Martínez. En 1975, trabajó para la National Wrestling Alliance y Jim Crockett Promotions como árbitro. En la década de 1980 era el árbitro principal de Jim Crockett Promotions y arbitró la mayoría de los partidos del Campeonato Mundial Peso Pesado de la NWA. En este papel, Young ofició muchos combates famosos a lo largo de la historia de la lucha libre profesional, incluidos varios combates clásicos entre Ric Flair y Ricky Steamboat. Tenía un estilo único de deslizarse con urgencia a la colchoneta para oficiar la caída. A menudo empleó expresiones faciales fuertes y un lenguaje corporal creativo para vender los movimientos del luchador, expresar dolor si era atacado o mostrar frustración por las trampas de los villanos.
El 28 de noviembre de 1989, mientras arbitraba un combate entre Mike Rotunda y Tommy Rich en una grabación televisiva de World Championship Wrestling en Atlanta (Georgia) sufrió una lesión que puso fin a su carrera. Después de que Rich, enojado, echara a Young fuera de su camino, la cabeza de eate rebotó en la cuerda y quedó legítimamente incapacitado por el resto del partido. El partido se emitió el 9 de diciembre de 1989. Esto resultó en una fractura de cuello y el final de su carrera a tiempo completo como árbitro. Después de la lesión condujo un camión de repuestos para un concesionario Toyota e hizo entregas a domicilio de medicamentos recetados.
En 1998, Young apareció brevemente en la WWE como parte de un ángulo de invasión de la NWA. Asiste a espectáculos de lucha libre y todavía ocasionalmente árbitra, incluidos combates especiales como los de Rock and Roll Express contra The Midnight Express. En 2010, en el Big Bang de Ring of Honor ! Pay-per-view, sirvió fuera del ring como árbitro invitado especial para el partido del ROH World Championship. También ofició el George South Battle Royal en WrestleCade IV en 2015.

## Vida personal
Young ha estado casado con su esposa Pam durante más de cuarenta años. Tienen seis hijos y dos nietos. También tiene dos hermanos gemelos. Ha expresado su apoyo a la Fundación Crockett, que fue fundada por Jim Crockett Sr. en 1931 para apoyar a los veteranos militares estadounidenses.

## Logros y legado
Young fue nombrado Árbitro del Año en 1981, 1982, 1983, 1985 y 1986. En 2010, se convirtió en el primer árbitro en ingresar al Salón de la Fama de la Lucha Libre de 411Mania. Por otro lado Jim Cornette se ha referido a Young como su árbitro favorito de todos los tiempos debido a su vivaz expresividad en el ring.